# Phil Joanou
Phil Joanou (* 20. November 1961 in La Cañada Flintridge, Kalifornien) ist ein US-amerikanischer Filmregisseur.
Er wurde bekannt durch seine Arbeit mit der irischen Rockband U2, für die er 1988 den Musik-Dokumentarfilm Rattle and Hum drehte. Weitere Arbeiten für U2 sind eines der drei Musikvideos des Songs „One“, das Video zu „Christmas (Baby, Please Come Home)“, das Video zu „If God Will Send His Angels“, die zwei Videos zu „Sometimes You Can't Make It On Your Own“, das Video zu „Who's Gonna Ride Your Wild Horses“ und das Musikvideo für den Song „All Because of You“.
1987 inszenierte er mit Faustrecht – Terror in der Highschool seinen ersten Spielfilm. Weitere Produktionen für Film und Fernsehen folgten.

## Filmografie
- 1984: Last Chance Dance (Kurzfilm)
- 1987: Faustrecht – Terror in der Highschool (Three O'Clock High)
- 1988: U2: Rattle and Hum
- 1990: Im Vorhof der Hölle (State of Grace)
- 1991: Age 7 in America
- 1992: Eiskalte Leidenschaft (Final Analysis)
- 1996: Mississippi Delta – Im Sumpf der Rache (Heaven's Prisoners)
- 1998: 14 Up in America
- 1999: Entropy
- 2006: Spiel auf Bewährung (Gridiron Gang)
- 2012: The Punisher: Dirty Laundry (Kurzfilm)
- 2016: Der Kult – Die Toten kommen wieder (The Veil)